# Dystrykt Chadiza
Dystrykt Chadiza – dystrykt we wschodniej Zambii w Prowincji Wschodniej. W 2000 roku liczył 83 981 mieszkańców (z czego 50,25% stanowili mężczyźni) i obejmował 15 928 gospodarstw domowych. Siedzibą administracyjną dystryktu jest Chadiza.